# Уржумский уезд
Уржу́мский уе́зд — административно-территориальная единица в составе Казанской и Вятской губерний, существовавшая в 1719—1928 годах. Уездный город — Уржум.

## Географическое положение
Уезд располагался на юге Вятской губернии, граничил с Казанской губернией. Площадь уезда составляла в 1897 году 10 046,6 верст² (11 433 км²), в 1926 году — 5 577 км².

## История
Уржумский уезд известен с допетровских времён. В 1708 году уезд был упразднён, а город Уржум отнесён к Казанской губернии. В 1719 году, при разделении губерний на провинции, образован Уржумский дистрикт в составе Казанской провинции Казанской губернии. В 1727 году дистрикты были упразднены, и Уржумский дистрикт преобразован в Уржумский уезд.

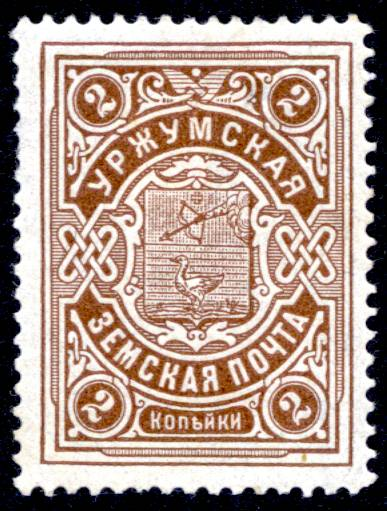
Земская марка. Уржумский уезд № 8 (1905 г.)

В 1780 году уезд отнесён к Вятскому наместничеству, которое в 1796 году стало именоваться Вятской губернией.
19 сентября 1919 года из Уржумского уезда в Советский была передана Рождественская волость.
15 января 1921 года в состав Сернурского кантона вновь образованной Марийской автономной области были переданы Биляморская, Ирмучашская, Конганурская, Новоторьяльская, Сернурская, Токтайбелякская, Турекская волости.
9 января 1928 года Уржумский уезд был упразднён. При этом город Уржум, Кокшинская, Лебяжская, Сердежская и Уржумская волости были переданы в Нолинский уезд, а Шурминская волость — в Малмыжский уезд. В 1929 году на его территории был образован Уржумский район Нолинского округа Нижегородского края.

## Демография
По данным переписи 1897 года в уезде проживало 289 188 чел. В том числе русские — 69,5 %, марийцы — 25,3 %; татары — 4,8 %. В Уржуме проживало 4 413 чел.
По итогам всесоюзной переписи населения 1926 года население уезда составило 145 510 человек, из них городское — 6 642 человек.

## Административное деление

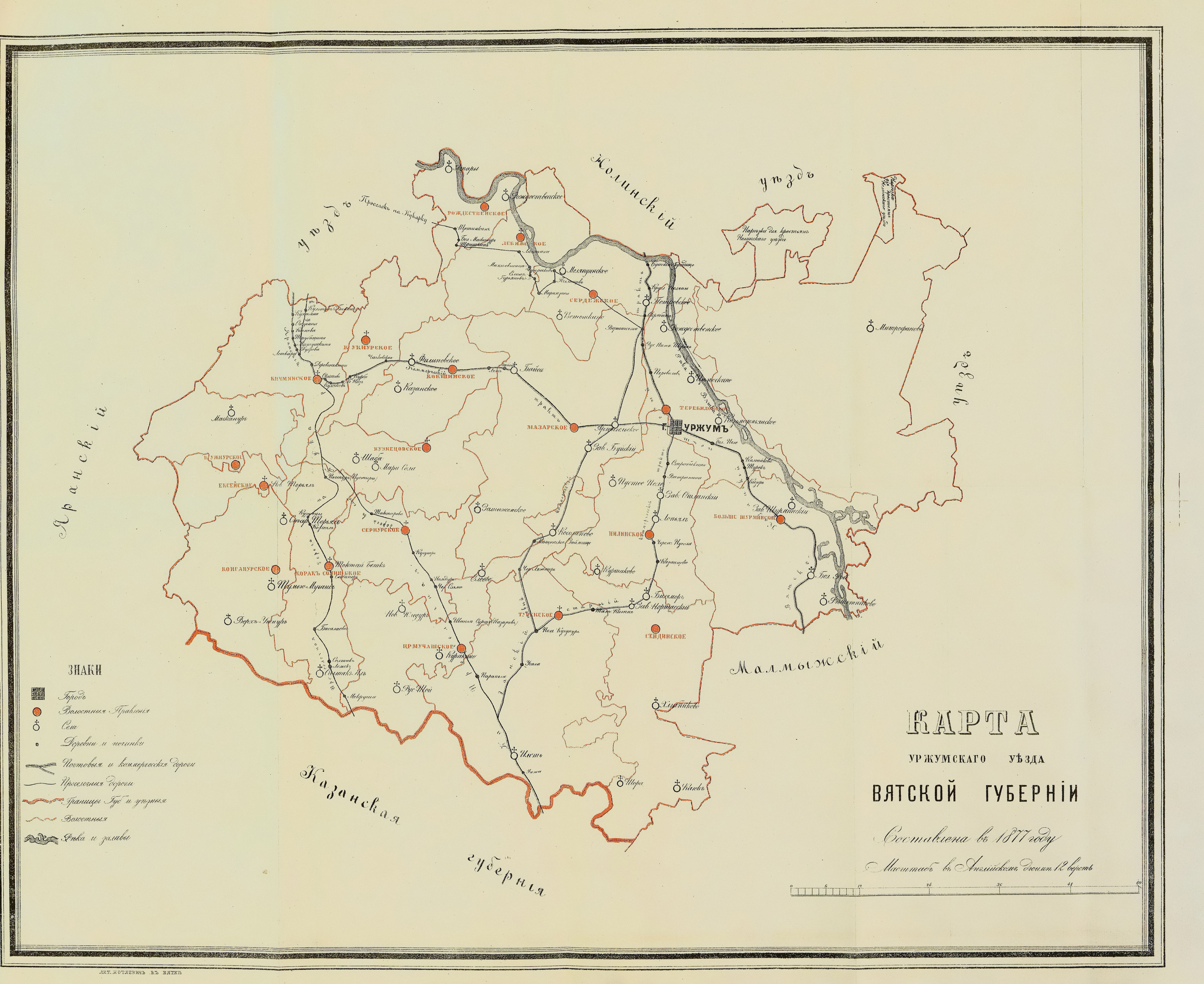
Карта Уржумского уезда 1877 года

В 1891 году в состав уезда входила 21 волость:
| № п/п | Волость           | Волостное правление      | Число селений | Население |
| ----- | ----------------- | ------------------------ | ------------- | --------- |
| 1     | Биляморская       | с. Билямор               | 21            | 6060      |
| 2     | Больше-Шурминская | п. Федосимов             | 50            | 12 213    |
| 3     | Ирмучашская       | д. Ирмучаш               | 74            | 14 337    |
| 4     | Кичминская        | д. Кичма                 | 121           | 12 084    |
| 5     | Кокшинская        | д. Кокши                 | 83            | 10 327    |
| 6     | Конганурская      | д. Конганур              | 86            | 13 574    |
| 7     | Корак-Солинская   | с. Токтайбеляк           | 82            | 12 138    |
| 8     | Косолаповская     | с. Косолапово            | 53            | 9947      |
| 9     | Кужнурская        | д. Кужнур                | 128           | 15 718    |
| 10    | Кузнецовская      | с. Кузнецово             | 88            | 14 584    |
| 11    | Кукнурская        | с. Кукнур                | 116           | 11 619    |
| 12    | Лебяжская         | с. Лебяжье               | 106           | 8900      |
| 13    | Мазарская         | д. Мазары                | 91            | 16 803    |
| 14    | Мало-Шурминская   | починок Шурма-Никольский | 11            | 4043      |
| 15    | Пилинская         | д. Пиля                  | 92            | 17 501    |
| 16    | Рождественская    | д. Малая Коровка         | 72            | 5987      |
| 17    | Сердежская        | д. Малый Сердеж          | 64            | 14 115    |
| 18    | Сернурская        | с. Сернур                | 85            | 12 174    |
| 19    | Теребиловская     | д. Теребиловка           | 69            | 13 982    |
| 20    | Турекская         | с. Турек                 | 74            | 20 426    |
| 21    | Хлебниковская     | с. Хлебниково            | 38            | 7226      |

К 1913 году вместо Мазарской волости образованы Байсинская (центр — с. Байса) и Буйская (центр — Буйский завод) волости, вместо Кужнурской — Новоторьяльская (центр — с. Новый Торъял), Корак-Солинская волость переименована в Токтайбелякскую, упразднена Мало-Шурминская волость, образована Петровская волость (центр — с. Петровское).
По переписи 1926 года в состав уезда входило 5 волостей, 1 город и 1 рабочий посёлок:
| № п/п | Волость    | Центр           | Число сельсоветов | Число НП | Население |
| ----- | ---------- | --------------- | ----------------- | -------- | --------- |
| 1     | Кокшинская | с. Филипповское | 15                | 178      | 22 265    |
| 2     | Лебяжская  | с. Лебяжье      | 16                | 290      | 27 252    |
| 3     | Сердежская | с. Петровское   | 9                 | 82       | 17 454    |
| —     | —          | затон Аркуль    | —                 | —        | 946       |
| 4     | Уржумская  | г. Уржум        | 26                | 312      | 48 072    |
| —     | —          | город Уржум     | —                 | —        | 5696      |
| 5     | Шурминская | с. Шурма        | 11                | 119      | 23 825    |

## Председатели уисполкома
С 1918 по 1929 годы в Уржумском уисполкоме председательствовали:
| Ф. И. О.                         | Время замещения должности  |
| -------------------------------- | -------------------------- |
| Воронов Роман Николаевич         | январь — март 1918         |
| Новоселов Тимофей Алексеевич     | апрель — июнь 1918         |
| Роженцов Антон Андреевич         | июнь 1918 — май 1919       |
| Одинцов Николай Андреевич        | май — июль 1919            |
| Михеев Дмитрий Петрович          | июль 1919 — март 1920      |
| Мышкин Азарий Иванович           | март 1920 — март 1921      |
| Шашмурин Михаил Петрович         | апрель — ноябрь 1921       |
| Горбунов Михаил Григорьевич      | ноябрь 1921 — март 1922    |
| Михеев Дмитрий Петрович          | март — июль 1922           |
| Черезов Алексей Матвеевич (И.О.) | август — сентябрь 1922     |
| Ершов Иван Николаевич            | октябрь — декабрь 1922     |
| Обелов Василий Петрович          | январь 1923 — май 1924     |
| Крупин Дмитрий Васильевич        | май 1924 — май 1925        |
| Заварин Михаил Тимофеевич        | май — ноябрь 1925          |
| Симонов Дмитрий Петрович         | ноябрь 1925 — март 1927    |
| Шубников Павел Гаврилович        | апрель 1927 — февраль 1928 |